# Minociclina
La minociclina, comercialitzada a Espanya com a Minocin, és un medicament tetraciclina utilitzat per tractar diverses infeccions bacterianes com algunes que es produeixen en determinades formes de pneumònia. Generalment (però no sempre) és menys preferida que la tetraciclina doxiciclina. La minociclina també s'utilitza per al tractament. de l'acne i l'artritis reumatoide. Es pren per via oral o s'aplica a la pell.
Els efectes secundaris habituals inclouen nàusees, diarrea, marejos, reaccions al·lèrgiques i problemes renals. Els efectes secundaris greus poden incloure anafilaxi, una síndrome semblant al lupus i fotosensibilitat. L'ús a l'última part de l'embaràs pot perjudicar el nadó i la seguretat durant la lactància materna no està clara. Funciona disminuint la capacitat d'un bacteri per produir proteïnes, aturant així el seu creixement.
La minociclina es va patentar el 1961 i va entrar en ús comercial el 1971.